# Nikon I
La Nikon, conosciuta anche come Nikon I, è stata la prima fotocamera presentata dalla Nippon Kogaku (successivamente Nikon). Una fotocamera a telemetro di piccolo formato per rullini 135, derivata della Leica, come era classico di quell'epoca.

## Storia

### Nikon I
Il design originale fu concepito nel settembre del 1946, e la fotocamera rilasciata nel marzo del 1948. Inizialmente venduta solo in Giappone non attirò l'attenzione dei media occidentali fino al 1950, quando dei fotografi della rivista Life mostrarono foto fatte con questa fotocamera. Furono soprattutto le diverse ottiche a catturare l'attenzione, come il Nikkor-P.C 1:2 f=8.5cm. La richiesta di poter adattare le lenti Nikkor ai corpi macchina Leica fu accolta immediatamente nella fabbrica di Tokyo, e presto le lenti giapponesi, che erano pari, o addirittura migliori della controparte tedesca, si diffusero in tutto il mondo. La Nippon Kogaku decise di ispirarsi alle Contax dopo averle studiate approfonditamente, ma sostituì il complicato funzionamento dell'otturatore con quello sul piano focale della Leica, e queste erano considerate le migliori caratteristiche di entrambe le fotocamere.

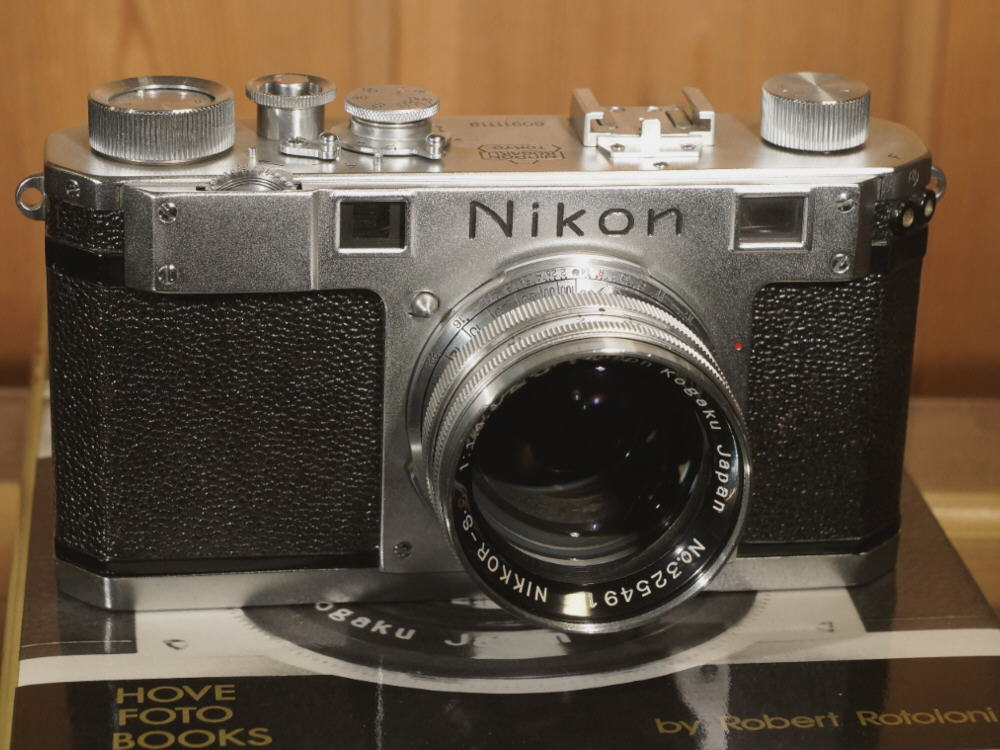
Nikon S [1952

La Nikon I non aveva il sincro-flash, ma era una fotocamera aggiornata sotto ogni aspetto tecnico. Fu scelto il formato 24 x 32 utilizzato per la prima volta nella Minolta 35, che conteneva più fotogrammi per ogni pellicola, conosciuto anche come il formato giapponese, e combaciava maggiormente con la dimensione della carta fotografica. Comunque la fotocamera non ebbe mercato, poiché non fu permesso di esportarla a causa dell'incompatibilità con l'innesto a baionetta Kodak.

### Nikon M
Nell'autunno 1949 fu introdotta la Nikon M. Questo modello è riconosciuto dalla lettera M che precede il numero seriale. Nippon Kogaku optò per una dimensione intermedia della pellicola di 24x34 mm, sperando di trovare accordi con il mercato straniero. Il motivo per cui Nippon Kogaku non abbia adottato il formato standard non è stato mai chiarito, dal momento che la macchina avrebbe potuto supportare una dimensione della pellicola maggiore del 24x34. Infatti successivamente fu realizzato il nuovo modello Nikon S che adottava questo formato.

### Nikon S

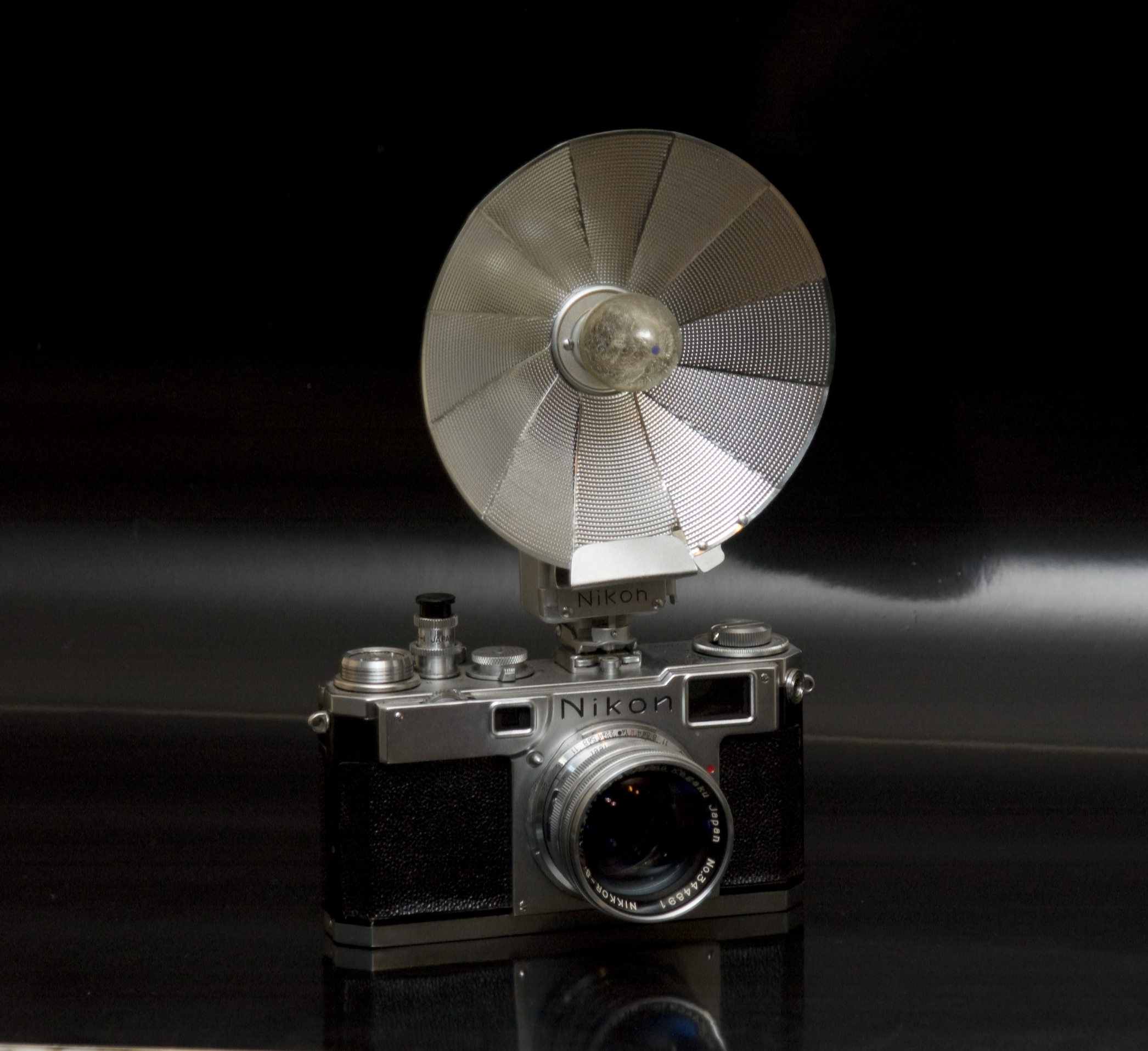
Nikon S2 con flash

Questo modello fu disponibile dal 1951; era una Nikon M con un connettore sincro-flash e due slitte nella parte superiore del corpo. Tutte le fotocamere con questa caratteristica sono considerate Nikon S, anche se marchiate Nikon M. Nonostante i difetti, la Nikon S vendette bene, e fu la prima Nikon venduta nel mercato americano.
Molti altri modelli furono costruiti negli anni '50 e la prima reflex di Nikon, la Nikon F, condivideva le stesse caratteristiche base di questi modelli.

#### Curiosità
Per una casualità, un certo numero di Nikon S aveva un numero seriale con una cifra in più, conosciuto come la Nikon 8-digit. Quando fu raggiunto il numero 6099999 il numero di serie continuò con 60910000, ma presto si realizzò che questo numero seriale non era pratico e si tornò al numero di sette cifre 6100000. Il 609 fa riferimento all'anno e al mese di approvazione, settembre 1946.